# ميتشيل ماي
ميتشيل ماي (بالإنجليزية: Mitchell May) هو قاضي ومحامي وسياسي أمريكي، ولد في 10 يوليو 1870 ببروكلين في الولايات المتحدة، وتوفي بنفس المكان في 24 مارس 1961. حزبياً، نشط في الحزب الديمقراطي. انتخب عضو مجلس النواب الأمريكي.